# Monumental Sports & Entertainment
Monumental Sports & Entertainment, LLC är ett amerikanskt holdingbolag som äger och driver ishockeylaget Washington Capitals i NHL, basketlagen Washington Mystics i WNBA och Washington Wizards i NBA samt arenan Capital One Arena. Bolaget ägs av 19 delägare varav bolagets grundare, styrelseordförande och VD Ted Leonsis är majoritetsägare.
Bolaget grundades den 10 juni 2010 när Leonsis-kontrollerade Lincoln Holdings, LLC fusionerades med NBA-laget Washington Wizards ägarbolag Washington Sports and Entertainment, LP. 2017 köpte Laurene Powell Jobs omkring 20% av holdingbolaget.

## Tillgångar
- Capital One Arena 
  - Washington Capitals - NHL
    - Kettler Capitals Iceplex

  - Washington Mystics - WNBA
  - Washington Wizards - NBA
- Washington Valor - AFL
- Eaglebank Arena (facility management)